# Danilo Ortiz
Danilo Fabián Ortiz Soto (Asunción, Paraguay, 28 de julio de 1992)es un futbolista paraguayo. Juega como defensa central y su equipo actual es Cienciano de la Liga 1 del Perú.

## Trayectoria

### Cerro Porteño
Debutó oficialmente el 18 de mayo de 2011, bajo las órdenes del DT argentino Leonardo Astrada, durante el empate a cero goles entre Cerro Porteño y Guaraní en el Estadio Arsenio Erico. Debutó internacionalmente y en un partido oficial durante la Copa Libertadores 2013, en la goleada que Cerro Porteño sufrió ante Real Garcilaso por 5 goles a 1. Compartió la zaga central con Junior Alonso y Bruno Valdez.

### Palermo (Italia)
El 28 de enero de 2015 se anunció su préstamo por seis meses al  Palermo de la Serie A de Italia, en donde compartió vestuario con su compatriota Edgar Barreto y el argentino Paulo Dybala.Sin embargo, no pudo debutar en el plantel principal.

### Godoy Cruz
El 8 de julio de 2015 se concretó un préstamo al Godoy Cruz de la Primera División Argentina. Debutó con el Tomba el 12 de septiembre, durante la visita a San Martín de San Juan por la 24ª fecha del Campeonato de Primera División de 2015. El mismo finalizó con triunfo 2 a 1 a favor de Godoy Cruz.

### Cerro Porteño
El 19 de junio de 2016, tras sondeos por parte de clubes como Necaxa y Rosario Central, Ortiz regresa a Cerro Porteño por pedido de Gustavo Morínigo.

### Racing Club
El 2 de septiembre de 2016 se anunció su fichaje a préstamo por el Racing Club.

### Godoy Cruz
El día 3 de febrero de 2017 se anunció su vuelta a Godoy Cruz  por la compra del 50% de su pase
a Cerro Porteño. Tras seis meses de cesión en Racing Club.

### Newells Old Boys
En julio de 2017 ficha por Newells Old Boys a préstamo por un año con opción de compra. Pero luego de haber practicado más de dos meses en el club sin firmar su contrato, Ortiz volvió a Godoy Cruz, a raíz de que el juez no autorizó la operación porque los dirigentes ya gastaron el presupuesto para contratar jugadores a préstamo.

### Banfield
Luego de seis meses de inactividad, el 8 de enero de 2018 se confirma su traspaso a préstamo por 6 meses con opción de renovarlo por un año más.
El 08 de enero es oficializado como nuevo refuerzo de Cienciano por toda la temporada 2025, para afrontar la Liga 1 2025 y Copa Sudamericana 2025.

## Selección nacional
Ha sido internacional con la Selección de fútbol de Paraguay en 3 ocasiones. Hizo su debut el 5 de marzo de 2014 durante un partido amistoso contra Costa Rica que se perdió por 2 goles a 1 en el Estadio Nacional de San José.

## Clubes
| Club                 | País      | Año         | PJ | Goles |
| -------------------- | --------- | ----------- | -- | ----- |
| Cerro Porteño        | Paraguay  | 2011 - 2014 | 62 | 0     |
| US Palermo (Cesión)  | Italia    | 2015        | 0  | 0     |
| Godoy Cruz (Cesión)  | Argentina | 2015 - 2016 | 20 | 0     |
| Cerro Porteño        | Paraguay  | 2016        | 1  | 0     |
| Racing Club (Cesión) | Argentina | 2016        | 5  | 0     |
| Godoy Cruz           | Argentina | 2017 - 2018 | 8  | 0     |
| Banfield (Cesión)    | Argentina | 2018        | 19 | 1     |
| Libertad (Cesión)    | Paraguay  | 2019        | 7  | 0     |
| Dorados (Cesión)     | México    | 2019        | 0  | 0     |
| Elche CF (Cesión)    | España    | 2019        | 5  | 1     |
| Godoy Cruz           | Argentina | 2020        | 2  | 0     |
| Sol de América       | Paraguay  | 2021        | 10 | 0     |
| 12 de Octubre        | Paraguay  | 2021 - 2022 | 48 | 1     |
| Deportes La Serena   | Chile     | 2023        | 29 | 1     |
| Santiago Wanderers   | Chile     | 2024        | 20 | 0     |
| Cienciano            | Perú      | 2025 - Act. | 1  | 0     |

### Estadísticas
| Club                        | Temporada           | Liga | Liga | Copa Nacional | Copa Nacional | Copa Internacional | Copa Internacional | Total | Total |
| Club                        | Temporada           | PJ   | G    | PJ            | G             | PJ                 | G                  | PJ    | G     |
| --------------------------- | ------------------- | ---- | ---- | ------------- | ------------- | ------------------ | ------------------ | ----- | ----- |
| Cerro Porteño Paraguay      |                     |      |      |               |               |                    |                    |       |       |
| 2011                        | 6                   | 0    | -    | -             | 0             | 0                  | 6                  | 0     |       |
| 2012                        | 1                   | 0    | -    | -             | 0             | 0                  | 1                  | 0     |       |
| 2013                        | 25                  | 0    | -    | -             | 2             | 0                  | 27                 | 0     |       |
| 2014                        | 30                  | 0    | -    | -             | 12            | 0                  | 42                 | 0     |       |
| Total                       | 62                  | 0    | -    | -             | 14            | 0                  | 76                 | 0     |       |
| Palermo · Italia            |                     |      |      |               |               |                    |                    |       |       |
| 2014/15                     | 0                   | 0    | -    | -             | 0             | 0                  | 0                  | 0     |       |
| Total                       | 0                   | 0    | 0    | 0             | 0             | 0                  | 0                  | 0     |       |
| Godoy Cruz Argentina        |                     |      |      |               |               |                    |                    |       |       |
| 2015                        | 3                   | 0    | -    | -             | -             | -                  | 3                  | 0     |       |
| 2016                        | 17                  | 0    | -    | -             | -             | -                  | 17                 | 0     |       |
| Total                       | 20                  | 0    | 0    | 0             | 0             | 0                  | 20                 | 0     |       |
| Cerro Porteño Paraguay      |                     |      |      |               |               |                    |                    |       |       |
| 2016                        | 1                   | 0    | -    | -             | 0             | 0                  | 1                  | 0     |       |
| Total                       | 1                   | 0    | -    | -             | 0             | 0                  | 1                  | 0     |       |
| Racing Club Argentina       |                     |      |      |               |               |                    |                    |       |       |
| 2016/17                     | 5                   | 0    | 0    | 0             | 0             | 0                  | 5                  | 0     |       |
| Total                       | 5                   | 0    | -    | -             | 0             | 0                  | 5                  | 0     |       |
| Godoy Cruz Argentina        |                     |      |      |               |               |                    |                    |       |       |
| 2016/17                     | 8                   | 0    | 1    | 1             | 4             | 0                  | 13                 | 1     |       |
| 2017/18                     | 0                   | 0    | -    | -             | -             | -                  | 0                  | 0     |       |
| Total                       | 8                   | 0    | 1    | 1             | 4             | 0                  | 13                 | 1     |       |
| Banfield Argentina          |                     |      |      |               |               |                    |                    |       |       |
| 2017/18                     | 10                  | 1    | 0    | 0             | 3             | 0                  | 13                 | 1     |       |
| 2018/19                     | 9                   | 0    | 1    | 0             | 2             | 0                  | 12                 | 0     |       |
| Total                       | 19                  | 1    | 1    | 0             | 5             | 0                  | 25                 | 1     |       |
| Dorados de Sinaloa · México |                     |      |      |               |               |                    |                    |       |       |
| 2019-20                     | 0                   | 0    | 1    | 0             | 0             | 0                  | 1                  | 0     |       |
| Total                       | 0                   | 0    | 1    | 0             | 0             | 0                  | 1                  | 0     |       |
| Total en su carrera         | Total en su carrera | 115  | 1    | 3             | 1             | 23                 | 0                  | 141   | 2     |

## Palmarés

### Campeonatos nacionales
| Título          | Club          | Sede     | Año  |
| --------------- | ------------- | -------- | ---- |
| Torneo Apertura | Cerro Porteño | Asunción | 2012 |
| Torneo Clausura | Cerro Porteño | Asunción | 2013 |